# Millardia
Genre
Millardia est un genre de rongeurs de la sous-famille des Murinés.

## Liste des espèces
Selon ITIS (8 août 2017) et Mammal Species of the World (version 3, 2005)  (8 août 2017) :
- Millardia gleadowi (Murray, 1886)
- Millardia kathleenae Thomas, 1914
- Millardia kondana Mishra & Dhanda, 1975
- Millardia meltada (Gray, 1837)